# Tennacola
Il Tennacola è un torrente del versante orientale (adriatico) dei Monti Sibillini che scorre nell'Alto Maceratese meridionale. La sua sorgente si trova a circa 1.835 m.s.l.m sul versante nord-nord-est del Monte Castel Manardo (1917 m.s.l.m.) nei pressi di Fonte Gorga, poco sopra la gola dei Tre Santi (1.625 m.s.l.m), nel comune di Sarnano, stazione invernale dotata di comprensorio sciistico.
Dopo l'Ambro, è il secondo principale affluente sinistro del fiume Tenna, seguito poi dal torrente Salino che si unisce al Tenna qualche chilometro più avanti. La confluenza avviene nel territorio di Monte San Martino (MC), ma a cavallo tra i comuni di Penna San Giovanni (MC) e di Servigliano (FM).

## Percorso

### Valle dei Tre Santi
Poco oltre la sorgente, il torrente percorre le gole della Valle dei Tre Santi (in origine, dei Tre Salti), valle che dal Castel Manardo scende tra il Monte Berro a destra e e il monte Valvasseto a sinistra e verso oriente dal pianoro di Pintura di Bolognola. Nel suo percorso verso Sarnano si incontrano forre e diverse suggestive cascate, che sono anche mete per escursioni  e percorsi turistici.
Lungo il corso d'acqua sono state predisposte diverse captazioni che alimentano l'acquedotto del consorzio idrico Tennacola, che rifornisce diversi comuni a cavallo tra le province di Fermo e Macerata.

### Comuni attraversati
Il torrente poi si snoda verso le frazioni di Giampereto e Piobbico, giungendo a Sarnano e attraversando poi i territori comunali di Gualdo e Monte San Martino, per poi sfociare nel Tenna tra Penna San Giovanni e Servigliano.

### Affluenti
- Carogno
- Rio Terro
- Fosso dell'Acquasanta